# Cerithiopsis atalaya
Cerithiopsis atalaya là một loài ốc biển, động vật chân bụng trong họ Cerithiopsidae, được tìm thấy ở các đại dương thuộc châu Âu. Nó được Watson mô tả năm 1885.